# Decreto Nero

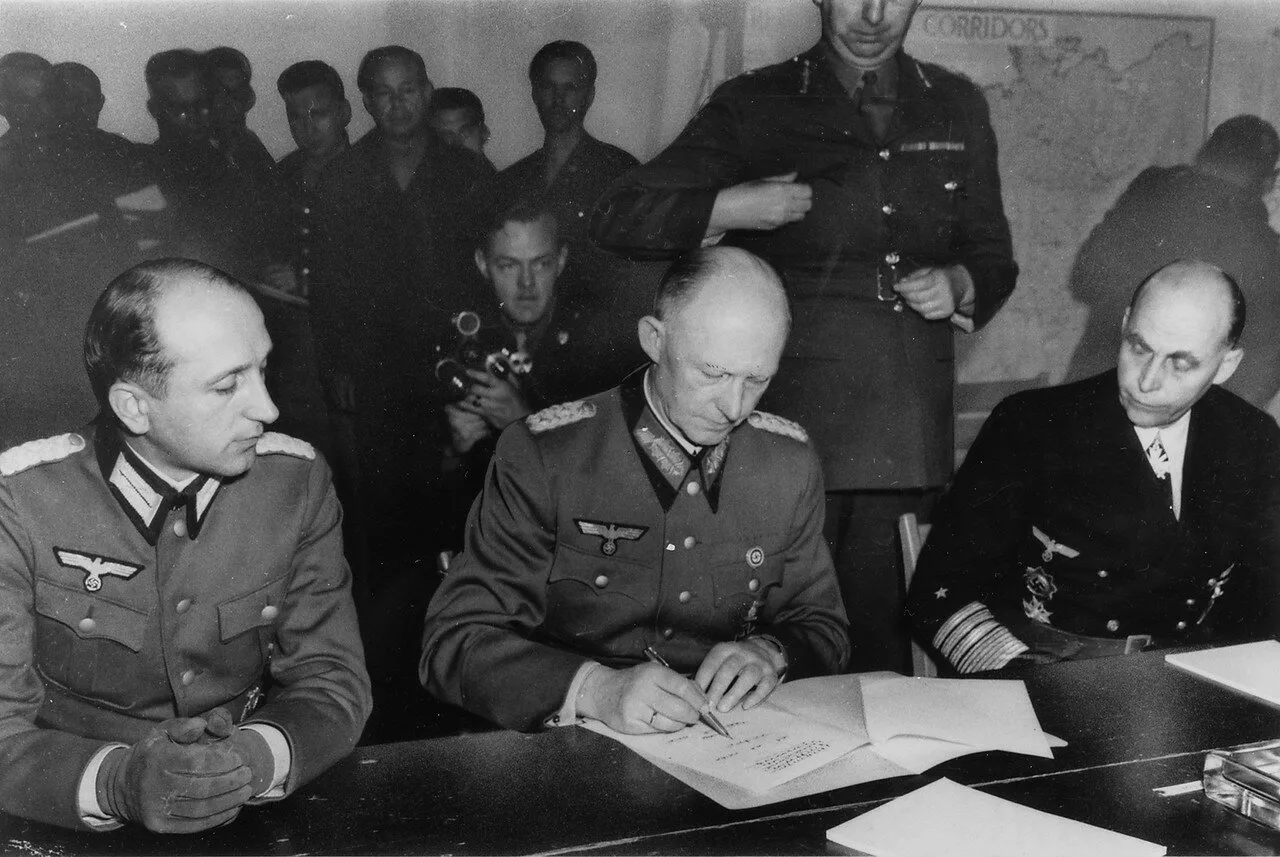
Alfred Jodl (entre o major Wilhelm Oxenius à esquerda e o general -almirante Hans-Georg von Friedeburg à direita) assinando o instrumento alemão de rendição em Reims, França, 7 de maio de 1945

O Decreto Nero foi assinado por Adolf Hitler em 19 de março de 1945. Ordenava a destruição da infraestrutura da Alemanha e de países ocupados para evitar que as tropas aliadas (principalmente as soviéticas) tivessem acesso às obras e construções da era nazista. Foi intitulado primeiramente de Demolições do território do Reich (Befehl betreffend Zerstörungsmaßnahmen im Reichsgebiet), e mais tarde foi renomeado por lembrar o ato do imperador romano Nero, que supostamente teria sido o autor do grande incêndio de Roma, no ano de de 64 d.C..

## Consequências
O decreto foi em vão. A responsabilidade de realizá-lo coube a Albert Speer, Ministro de Armamentos e Produção de Guerra de Hitler. Segundo ele, Speer ficou horrorizado com a ordem e perdeu a fé no ditador. Assim como von Choltitz fizera vários meses antes, Speer deliberadamente falhou em cumprir a ordem. Ao recebê-lo, ele pediu poder exclusivo para implementar o plano, usando seu poder para convencer os generais e os Gauleiters a ignorar a ordem. Hitler permaneceu inconsciente disso até o final da guerra, quando Speer, enquanto visitava Hitler em seu bunker em Berlim, admitiu a ele que desobedeceu deliberadamente. Hitler estava zangado com seu ministro, mas permitiu que Speer fosse embora. Hitler cometeu suicídio em 30 de abril de 1945, 42 dias após a emissão da ordem. Pouco depois, em 7 de maio de 1945, o general Alfred Jodl assinou a rendição militar alemã e, em 23 de maio, Speer foi preso por ordem do general norte-americano Dwight D. Eisenhower, juntamente com o resto do governo provisório alemão liderado pelo almirante Karl Dönitz, sucessor de Hitler como chefe de Estado.